# Декомпозиция графа на ветви

Декомпозиция на ветви решётки. Показано e-разделение. Разделение, декомпозиция, и сам граф имеют ширину три.

В теории графов декомпозиция на ветви неориентированного графа G — это иерархическая кластеризация рёбер графа G, представленная некорневым бинарным деревом T с рёбрами из G в качестве листьев. Удаление любого ребра из T делит рёбра графа G на два подграфа, а шириной декомпозиции считается максимальное число общих вершин в любом подграфе, полученным таким образом.
Ширина ветвления графа G — это минимальная ширина любой декомпозиции графа G на ветви.
Ширина ветвления тесно связана с древесной шириной — для всех графов они находятся в пределах постоянного множителя друг от друга и обе величины могут быть описаны запрещёнными минорами. Как и для древесной ширины, многие задачи оптимизации на графах могут быть эффективно решены на графах с малой шириной ветвления. Однако, в отличие от древесной ширины, ширина ветвления планарного графа может быть вычислена точно за полиномиальное время. Декомпозиция на ветви и ширина ветвления могут быть обобщены с графов на матроиды.

## Определения
Некорневое бинарное дерево — это связный неориентированный граф без циклов, в котором каждый нелистовой узел имеет в точности три соседа. Декомпозиция на ветви может быть представлена как некорневое бинарное дерево T вместе с биекцией между листьями дерева T и рёбрами заданного графа G = (V,E).
Если e — любое ребро дерева T, то удаление e из T делит его на два поддерева T1 и T2. Это разделение дерева T на поддеревья порождает разделение рёбер, ассоциированных с листьями дерева T, на два подграфа графа G, G1 и G2. Такое деление графа G на два подграфа называется e-разделением.
Ширина e-разделения — это число вершин графа G, которые инцидентны как рёбрам из E1, так и рёбрам из E2. То есть это множество вершин, общих для подграфов G1 и G2. Ширина декомпозиции на ветви — это максимальная ширина любого e-разделения. Ширина ветвления графа G — это минимальная ширина декомпозиций по ветвям графа G.

## Связь с шириной дерева
Декомпозиция графа на ветви тесно связана с древесной декомпозицией, а ширина ветвления тесно связана с древесной шириной. Две эти величины отличаются не более чем на постоянный множитель. В частности, в статье, в которой они предложили ширину ветвления, Нейл Робертсон и Пол Сеймур показали, что для графа G с древесной шириной k и шириной ветвления b > 1
{\displaystyle b-1\leq k\leq \left\lfloor {\frac {3}{2}}b\right\rfloor -1.}

## Ширина нарезки
Ширина нарезки — это концепция, определённая аналогично ширине ветвления, с той лишь разницей, что в определениях вершины и рёбра меняются местами. Декомпозиция нарезкой — это некорневое бинарное дерево, в котором каждый лист представляет вершину исходного графа, а ширина разреза — это число (или полный вес во взвешенных графах) рёбер, которые инцидентны вершине в обоих поддеревьях.
Алгоритмы определения ширины ветвления обычно работают путём сведения к эквивалентной задаче определения ширины нарезки. В частности, ширина нарезки срединного графа в точности вдвое больше ширины ветвления исходного графа.

## Алгоритмы и сложность
Задача определения, имеет ли граф G декомпозицию на ветви с шириной, не превосходящей k, является NP-полной, если G и k являются входными данными задачи. Однако графы с шириной ветвления не большей k, образуют семейство графов, замкнутое по минорам, откуда следует, что вычисление ширины ветвления является фиксированно-параметрически разрешимой задачей: существует алгоритм для вычисления оптимальной декомпозиции на ветви, время работы которого на графах с шириной ветвления, не превосходящей k для некоторой постоянной k, линейно зависит от размера графа
Для планарных графов ширина ветвления может быть вычислена за линейное время. Это контрастирует с древесной шириной, для которой сложность вычисления на планарных графах является хорошо известной открытой проблемой. Исходный алгоритм вычисления ширины ветвления для планарных графов Пола Сеймура и Робина Томаса решал задачу за время O(n2) на графе с n вершинами, а их алгоритм для построения декомпозиции на ветви работал за время O(n4). Позднее последний был улучшен до O(n3).
Как и в случае древесной ширины, ширина ветвления может быть использована в качестве базиса алгоритмов динамического программирования для многих NP-трудных задач оптимизации, и в этих алгоритмах время решения будет экспоненциальным от ширины входного графа или матроида. Например, Кук и Сеймур применили основанный на ширине ветвления метод динамического программирования к задаче слияния частичных решений задачи коммивояжёра в одно глобальное решение путём формирования разреженного графа из объединения частичных решений, для чего использовалась эвристическая спектральная кластеризация для нахождения хорошей декомпозиции на ветви, после чего к полученной декомпозиции они применили динамическое программирование. Фомин и Тиликос убеждают, что ширина ветвления работает лучше, чем древесная ширина, при разработке фиксированно-параметрически разрешимых алгоритмов на планарных графах по многим причинам — ширина ветвления может быть теснее ограничена функцией параметра, чем ограничение древесной ширины, она может быть вычислена за полиномиальное время и алгоритм вычисления ширины ветвления не имеет больших скрытых констант.

## Обобщения для матроидов
Можно также определить понятие декомпозиции по ветвям для матроидов, что обобщает декомпозицию графов по ветвям. Декомпозиция матроида по ветвям является иерархической кластеризацией элементов матроида, представленная как некорневое бинарное дерево с элементами матроида в качестве листьев. Для матроидов e-разделение можно определить тем же способом, что и для графов, а в результате получаем разделения множества M элементов матроида на два подмножества A и B. Если через ρ обозначить функцию ранга матроида, то ширина e-разделения определяется как ρ(A) + ρ(B) − ρ(M) + 1, а ширина декомпозиции и ширина ветвления матроида определяются аналогично определениям для графа. Ширина ветвления графа и ширина ветвления соответствующего графового матроида могут отличаться. Например, путь из трёх рёбер и звезда из трёх рёбер имеют разные ширины ветвления, 2 и 1 соответственно, но для них графовый матроид один и тот же, и он имеет ширину ветвления 1. Однако для графов, не являющихся деревьями, ширина ветвления графа равна ширине ветвления ассоциированного графового матроида. Ширина ветвления матроида равна ширине ветвления его двойственного матроида, и из этого в частности следует, что ширина ветвления любого планарного графа, не являющегося деревом, равна ширине ветвления его двойственного графа.
Ширина ветвления является важной компонентой попыток расширить теорию миноров графа на миноры матроидов — хотя древесная ширина может быть также обобщена на матроиды и играет в теории миноров графов бо́льшую роль, чем ширина ветвления, ширина ветвления имеет более удобные свойства в матроидах. Робертсон и Сеймур высказали предположение, что матроиды, представимые любым конкретным конечным полем, вполне квазиупорядоченны, что является аналогией теоремы Робертсона – Сеймура для графов, но гипотеза доказана только для матроидов с ограниченной шириной ветвления. Кроме того, если семейство матроидов, замкнутое по минорам и представимое конечным полем, не включает графовые матроиды всех планарных графов, то существует постоянная, ограничивающая ширину ветвления в семействе, что обобщает соответствующее утверждение для семейств графов, замкнутых по минорам.
Для любого фиксированного k матроиды с шириной ветвления, не превосходящей k, могут быть распознаны за полиномиальное время алгоритмом, который получает доступ к матроиду через оракула независимости .

## Запрещённые миноры

Четыре запрещённых минора для графов ширины ветвления три.

По теореме Робертсона — Сеймура графы с шириной ветвления k могут быть охарактеризованы конечным множеством запрещённых миноров. Графы с шириной ветвления 0 — это паросочетания, а минимальные запрещённые миноры в этом случае — это путь из двух дуг и треугольный граф (а также цикл из двух дуг, если рассматриваются мультиграфы). Графы с шириной ветвления 1 — это графы, в которых каждая связная компонента является звездой, а минимальные запрещённые миноры для графов с шириной ветвления 1 — это треугольный граф (или цикл из двух дуг, если рассматриваются мультиграфы) и пути из трёх дуг. Графы с шириной ветвления 2 — это графы, в которых каждая двусвязная компонента является параллельно-последовательным графом, а единственным минимальным запрещённым минором является полный граф K4 из четырёх вершин. Граф имеет ширину ветвления три тогда и только тогда, когда его древесная ширина равна трём и он не имеет граф гиперкуба в качестве минора. Таким образом, четыре запрещённых минора — это три из четырёх запрещённых миноров графов с древесной шириной три (граф октаэдра, полный граф K5, и граф Вагнера) вместе с графом куба.
Запрещённые миноры изучаются также и для ширины ветвления матроида, несмотря на отсутствие полной аналогии теоремы Робертсона — Сеймура в этом случае. Матроид имеет ширину ветвления единица тогда и только тогда, когда любой элемент является либо петлёй, либо копетлёй, так что единственным минимальным запрещённым минором является однородный матроид U(2,3), графовый матроид треугольного графа. Матроид имеет ширину ветвления два тогда и только тогда, когда он является графовым матроидом графа с шириной ветвления два, так что минимальными запрещёнными минорами являются графовые матроиды графа K4 и неграфовый матроид U(2,4). Матроиды с шириной ветвления три не вполне квазиупорядоченны без дополнительного предположения представления над конечным полем, но, тем не менее, матроиды с любой ограниченной шириной ветвления имеют конечное число минимальных запрещённых миноров, которые имеют число элементов, зависящих от ширины ветвления не более чем экспоненциально.